# Тигальда
Тигальда (алеут. Qigalĝan) — один из Креницынских островов, субархипелага в составе Лисьей гряды в восточной части Алеутских островной цепи, Аляска.

## География
Тигальда находится примерно в 31 км к востоку от острова Акутан. Длина острова составляет 19 км и имеет площадь около 91 км².
Залив Тигальда (алеут. Udaĝax̂) расположен на северной стороне Тигальды.

## История
Капитан-поручик Креницын и поручик Левашев (1768) называли его Кагалга. 
Остров описан под названием Кигалка у Г.И. Шелихова в его «Путешествии г. Шелехова с 1783 по 1790 год из Охотска по Восточному Океану к Американским берегам...»:

...от сего острова на Юговосток лежит остров Кигалка чрезь пролив на 20 верст. Остров сей имеет в длину 20, а в ширину от 5 до 7 верст; гавани, кроме морской бухты, к судовому отстою неспособной, никакой не имеется; речки безрыбны; жителей 40 человек. Род их жизни, такой же, как и на прочих островах. Звери и травы теже, что и на других.

Тигальда — алеутское название, впервые встречающееся у капитана Литке (1836).
Иннокентий (Вениаминов) (1840) сообщал о существовании алеутской деревни, которую он назвал «Тигальдинское» (алеут. Qagalaa), из 91 человека в 1833 году.